# Tales of Xillia 2
Tales of Xillia 2 (テイルズオブエクシリア2, Teiruzu obu Ekushiria Tsu) est un jeu vidéo de rôle édité par Bandai Namco Games sorti sur PlayStation 3 le 1er novembre 2012 au Japon et en août 2014 en Amérique du Nord et en Europe. Il s'agit du premier de la série à être développé par Bandai Namco Games après l'absorption du Tales Studio par ce dernier, mais les développeurs, menés par Hideo Baba, restent essentiellement les mêmes. Comme pour le premier épisode, les scènes d'animation sont réalisées par le studio Ufotable et l'opening interprété par Ayumi Hamasaki.
L'histoire prend place à Elympios un an après les évènements de Tales of Xillia, et a une ambiance plus techno-futuriste que son aîné dans la série.

## Synopsis
Un an après les événements de Tales of Xillia, incarnez Ludger Kresnik, un combattant hors pair marchant sur les traces de son frère Julius et travaillant pour Spirius Corporation, une prestigieuse compagnie de développement qui sera au côté d'Elle Marta, une petite fille de 8 ans voyageant seule et tentant par tous les moyens de retrouver son père au Pays de Canaan en empruntant un train cérémonial. Ludger y est mêlé directement avec Elle mais ne se doute pas que cette rencontre va bouleverser le destin d'Elympios et de Rieze Maxia.

## Système de jeu
Tales of Xillia 2 est présenté dans un style graphique similaire que son prédécesseur. Cependant, contrairement à n'importe quel autre jeu Tales of, pendant les cinématiques, les joueurs sont invités à prendre des choix différents, qui peuvent changer le cours de l'histoire et affectent également comment l'histoire va progresser.
Tales de Xillia 2 utilise le "Cross Double Raid Linear Motion Battle System" (XDR-LMBS), une variante de son prédécesseur qui utilisait le "Double Raid Linear Motion Battle System" (DR-LMBS). Ce système de combat dispose également d'un nouveau système le "Weapon Shift", similaire aux style de système de décalage de Tales of Graces. Avec le Weapon Shift, Ludger est capable de basculer entre ces trois types d'armes : les épées, les pistolets doubles et un marteau.

## Personnages

### Personnages principaux
Ludger Will Kresnik (ルドガ・ウィル・クルスニク, Rudoga Wiru Kurusuniku)
Âge: 20 ans
Doublé par Takashi Kondo
Ludger est un jeune homme plutôt normal, qui vit à Trigleph avec son frère aîné Julius Will Kresnik. Ce dernier est très fréquemment absent, ce qui fait que Ludger a pris l'habitude de s'occuper des tâches ménagères, et particulièrement de la cuisine. Il est d'ailleurs très doué pour ça, et a réussi à décrocher un travail grâce à ses capacités : il travaille dans le restaurant de la gare. C'est sur son lieu de travail qu'il fera la rencontre de Elle Mel Marta, et qu'il sera entraîné dans une étrange quête : le destin du monde repose sur ses épaules... ainsi que le poids d'une immense dette. Ludger combat à l'aide de deux lames, mais il peut également utiliser des armes à feu ainsi qu'un maillet. C'est un personnage plutôt rapide. Il possède un chat du nom de Rollo. Ludger a une autre forme du nom de "Chromatus" qu'il utilise grâce à une montre appartenant à son frère. Une fois dans ce mode, il est capable d'entrer dans d'autres mondes. Il peut également utiliser cette forme durant les combats.
Elle Mel Marta (エル・メル・マータ, Eru Meru Mata)
Âge: 8 ans
Doublée par Mariya Ise
Elle est une petite fille très mystérieuse qui s'est enfui d'un endroit inconnu grâce à son père, puis elle a entrepris un voyage pour se rendre sur la "terre de Canaan". La légende dit que c'est un endroit où tous les vœux sont exaucés, mais c'est surtout l'endroit où son père lui a dit d'aller. Elle a rencontré Ludger pour la première fois dans la gare de Trigleph, elle lui joua un mauvais tour avec le gardien de la gare pour pouvoir prendre le train, et il décidera de l'accompagner après l'avoir protégée des terroristes ayant pris ce même train pour cible. Elle possède une montre à gousset qui est un souvenir de son père. Elle est une héroïne non jouable (la 2e de la série principale) et est l'une des plus jeunes de la saga.
Jude Mathis (ジュード・マティス, Judo Matisu)
Âge: 16 ans
Doublé par Tsubasa Yonaga
Un an après Tales of Xillia, Jude est entré dans un groupe de recherche qui étudie sur le grand esprit Origin. L'immaturité qu'il avait autrefois quand il était étudiant a complètement disparu, il dégage maintenant une aura de maturité sur lui. Il est un personnage jouable.
Milla (ミラ, Mira)
Âge: 21 ans
Doublée par Miyuki Sawashiro
Cette jeune fille, bien que liée à Milla Maxwell, n'est pas la Milla de Tales of Xillia.(Malgré cela, la véritable sera jouable plus tard dans le jeu, débloquant ainsi les artes "Ondine", "Gnome", "Efrit" et "Sylphe"). C'est d'ailleurs la raison pour laquelle elle se nomme Milla tout court. Beaucoup plus féminine que Milla Maxwell, elle a néanmoins un caractère bien trempé et est prête à tout pour accomplir sa mission. Cette mission lui aurait été donnée par Maxwell lorsqu'elle avait six ans. C'est dans le but de l'accomplir qu'elle accompagne Ludger. Avant ça, elle vivait à Nia Kera d'un monde parallèle avec sa grande sœur Muzét .Elle est un personnage jouable.
Leia Rolando (レイア・ロランド, Reia Rorando)
Âge: 16 ans
Doublée par Saori Hayami
Un an après Tales of Xillia, Leia est maintenant une journaliste stagiaire dans un journal à Elympios. En combat, elle se bat avec un bâton et a accès à sa technique spéciale qu'elle possédait lors du premier Xillia, "l'Expansion Personnel" (活 伸 棍术, Kasshinkon Jutsu), elle élargira plus la portée de ces attaques ce qui augmentera sa force de combat. Elle est un personnage jouable.
Alvin (アルビン, Arubin)
Âge: 27 ans
Doublé par Tomokazu Sugita
Un an après Tales of Xillia, Alvin a créé une nouvelle entreprise à Elympios et il a laissé pousser sa barbe pour ça. Lors des combats, il se bat muni d'une grosse épée et d'un pistolet et a accès à sa technique spéciale qu'il possédait lors du premier jeux, la « charge » (elle est la capacité où il peut entrer en mode charge), qui lui donne la possibilité d'utiliser des Artes chargée. Il est un personnage jouable.
Elise Lutus (エリゼ・ラタス, Erizé Ratasu)
Âge: 13 ans
Doublée par Haruka Ikezawa
Un an après Tales of Xillia, Elise est une experte en invocations. Elle est toujours accompagnée de sa poupée Teepo, qu'elle utilise en combat. Elle est entrée à l'école à Rieze Maxia et vit chez Drisel, elle est aussi devenue beaucoup moins timide qu'avant et elle porte un uniforme scolaire.Elle est un personnage jouable.
Rowen J. Ilbert (ローウェン・J・ィルベルト, Rowen J Iruberuto)
Âge: 63 ans
Doublé par Mugihito
Un an après Tales of Xillia, Rowen est maintenant le premier ministre de Rieze Maxia sous le règne du roi Gaius. Il se bat avec des sabres et des couteaux et sa capacité est «Tuning» qui lui permet de contrôler les Artes magie. Il est un personnage jouable.
Gaius (ガイアス, Gaiasu), de son vrai nom Erston Outway (アースト・アウトウェイ, Aasuto Autouei)
Âge: 33 ans
Doublé par Ryoutarou Okiayu
Gaius est le roi actuel de Rieze Maxia, il cache son statut comme il se déplace dans Elympios. Il pense qu'il faut protéger les faibles. Alors que Gaius était l'un des principaux antagonistes de Tales of Xillia premier du nom, il se joint maintenant à l'équipe de Ludger car ils se battent pour une cause semblable. Sa capacité "Vengeur" lui permet de bloquer les attaques ennemies et d'utiliser une puissante contre-attaque. Il est un personnage jouable.
Muzét (ミュゼ, Miusé)
Âge: ???
Doublée par Asami Sanada
Muzét est le Grand Esprit de Rieze Maxia et la grande sœur de Milla Maxwell. Bien qu'elle ait été l'un des antagoniste de Tales of Xillia, elle se joint à l'équipe de Ludger dans Tales of Xillia 2. Muzét a la capacité en tant qu'esprit de se déplacer à travers les dimensions. Elle a vécu un temps dans le monde des esprits en compagnie de sa sœur, avant de revenir dans le monde des humains dans un but personnel. La folie dont elle était prise auparavant a maintenant disparu grâce à l'aide de Milla. Muzét est à présent devenue une personne enjouée, honnête et douce. Elle se soucie de sa sœur plus que n'importe qui d'autre mais a parfois du mal à agir en tant que "grande sœur". Muzét se bat à l'aide de ses cheveux, de sa magie et d'un sceptre, elle se déplace en volant.

### Personnages secondaires
Nova (ノヴァ, Nova)
Doublée par Satomi Sato
Une jeune fille qui était la camarade de classe de Ludger, elle travaille actuellement à l'une des banques en cours d'exécution par la Spirius Corporation. Elle est responsable du paiement de l'énorme dette de Ludger. Elle est un personnage non jouable.
Julius Will Kresnik (ユリウス・ウィル・クルスニク, Yuriusu Wiru Kurusuniku)
Doublé par Toru Okawa
Julius est le frère ainé de Ludger. Au début de l'histoire, il disparaît sous les yeux de son frère après avoir attaqué le président Bisley, ce qui a conduit à la situation précaire de son frère. Il travaille pour le département de combats spécial de la société Spirius Corporation. Il aime beaucoup embêter son petit frère, même s'il l'adore. Son style de combat se base sur le style Kresnik c'est l'art de maîtriser les lames, il possède comme son frère la transformation chromatus.
Rollo (ルル, Ruru)
Un chat qui appartient à Ludger et Julius.
Bisley Karcsi Bakur (ビズリー・カルシ・バクー, Bizurii Karushi Bakuu)
Doublé par Tsutomu Isobe
Le directeur général de la Société Spyrius. Bien que civil, il peut utiliser l'allocation de fonds pour la nation. Il est l'un des principaux antagonistes de cet opus.
Véra (ヴェル, Veru)
Doublée par Rie Tanaka
Secrétaire de Bisley et la sœur jumelle de Nova. Elle indiquera à chaque montant de la dette payée à Ludger le lieu où se rendre pour continuer l'histoire principale.
Ivar (イバル, Ibaru)
Doublé par Showtaro Morikubo
Dans le premier opus il était le suivant de Milla Maxwell. Dans cette suite, Ivar aide nos héros en fournissant par exemple les nouvelles armes à Ludger tels le duo de pistolet et le maillet. Il travaille maintenant pour la société Spirius Corporation ; il est souvent aperçu au côté de Reddo. Bien qu'il aide Ludger et ses compagnons, sa haine envers Jude est toujours présente et défi à plusieurs reprises le groupe pour cette raison (seul ou bien avec Reddo).
Reddo (リドウ, Ridou)
Doublé par Koji Yusa
Un utilisateur d'Artes de guérison qui utilise Jin. Il est un "Docteur agent" pour la société Spirius Corporation. C'est un des principaux antagonistes du jeu et il utilise aussi la transformation chromatus.
Chronos (クロノス, Kuronosu)
Doublé par Junichi Suwabe
Avec Origin et Maxwell, ils forment à eux trois "Les trois Grands Esprits Originels". Il peut contrôler le temps et l'espace et s'opposera à plusieurs reprises à Ludger et ses compagnons. Bien que sa vraie nature soit inconnue, il est l'un des gardiens de la "terre de Canaan", et est étroitement liée à la famille Kresnik et à leurs sorts.
Victor
Doublé par Takashi Kondo
Il est le père de Elle Mel Marta et a demandé à sa fille de le rejoindre au Pays de Canaan. On apprendra plus tard dans l'histoire qu'il s'agit d'une anomalie temporelle lui et sa fille. Il est le double paradoxal de Ludger.

## Développement
Le jeu a été annoncé lors du Tales of Festival 2012 début juin à Yokohama. Le thème du jeu est « Êtes-vous prêt à détruire le monde pour une femme ? », le type caractéristique est un RPG où vos choix changent l'avenir (選択 が 未来 を 紡ぐ RPG Sentaku ga Mirai wo Tsumugu RPG).